# Fidenzio Dall'Ora
Fidenzio Dall'Ora, italijanski general, * 1879, † 1961.